# Młynne (Nowy Targ)
Pour l’article homonyme, voir Młynne (Limanowa).
Młynne est une localité polonaise de la gmina d'Ochotnica Dolna et du powiat de Nowy Targ en voïvodie de Petite-Pologne.